# 磐田喜悅
磐田喜悅，又譯「磐田山葉」，是一支日本職業足球隊，屬於日本職業足球乙級聯賽的球隊。球隊的根據地是靜岡縣磐田市，其地域推廣活動範圍包括同縣的袋井市、掛川市、濱松市。主要比賽場地是山葉球場，較大型賽事會移師至同縣的靜岡體育場作賽。
球隊名稱是「Júbilo」取自葡萄牙語，意思為「歡喜」，球會前身為山葉足球俱樂部，所以多被稱為「磐田山葉」（註：在日職聯中，球隊的名字不得保留企業名）。在加入日職聯後，磐田山葉先後奪得日本三大賽事（日職聯、聯賽盃及天皇盃）冠軍，並成為日職聯創立以來第一支日本球隊奪得亞洲冠軍球會盃冠軍，也是日職聯創立以來第一支同年奪取兩階段冠軍而成為當年總冠軍的球隊。

## 歷史
磐田山葉前身為山葉足球俱樂部，於1972年成立。

### 1990年代
1992年
申請加入日職聯創始球隊失敗，只能成為準加盟球隊。
1993年
引入前荷蘭國家足球隊成員雲拿保，同年以日本足球聯賽亞軍身份與平塚比馬一同加入日職聯。
1994年
球會進行改革，先聘請前日本國家足球隊領隊漢斯執教，並引入1990年世界杯神射手、來自意大利的史基拉斯。雖然如此，球隊仍相當注重青訓，除了保留山葉足球俱樂部球員中山雅史及鈴木秀人外，還提升青年隊成員藤田俊哉、田中誠及奥大介。雖然聯賽成績未如理想，但球隊卻晉身聯賽盃決賽，只是不敵川崎讀賣而屈居亞軍。
1995年

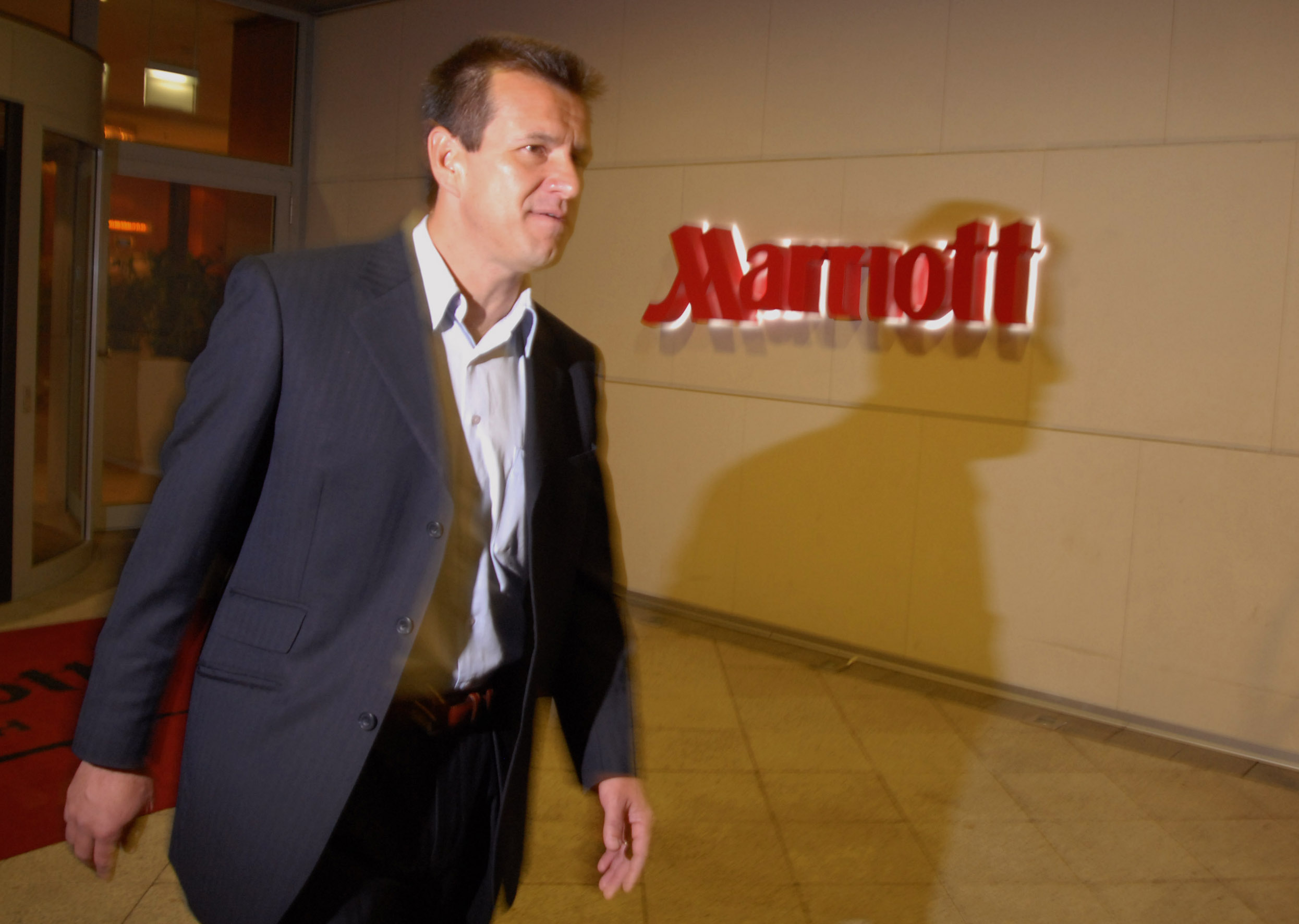
鄧加

球隊簽入1994年世界杯冠軍巴西國家足球隊隊長鄧加，並提升青年隊球員名波浩、服部年宏和福西崇史，繼續以經驗球員指導新晉的日本球員。可是球隊實力仍未能足以問鼎聯賽冠軍。
1996年
這年日職聯首次試行整季賽事，不分首次階段。球隊的年青球員日漸成熟，這年聯賽排名第4位。
1997年
在鄧加指導下福西崇史、服部年宏、名波浩、鈴木秀人及田中誠等年青球員加速成長，而鄧加帶領球隊首次在日職聯次階段聯賽奪得冠軍，並在總決賽擊敗勁旅鹿島鹿角，首次奪得日職聯總冠軍。可惜，在聯賽盃決賽，以總比分2比7不敵鹿島鹿角，再次屈居亞軍。
1998年
球隊穩定發展，並奪取了首階段聯賽冠軍及次階段亞軍，可惜在總決賽不敵勁敵鹿島鹿角，只能成為日職聯總亞軍。在聯賽盃卻有不俗表現，再次晉身決賽，擊敗千葉市原，首次奪得聯賽盃冠軍。同年，中山雅史在連續四場聯賽均能上演帽子戲法的紀錄被寫入健力氏世界紀錄大全內，並奪得同年日職聯神射手。而球隊王牌球員鄧加則在季尾離隊。
- 1998年世界杯參賽球員
  - 巴西國家足球隊：鄧加
  - 日本國家足球隊：中山雅史、名波浩、服部年宏

1999年
球隊專注亞洲冠軍球會盃賽事，並在決賽擊敗艾斯迪格拿，成為日職聯創立以來第一支日本球隊奪得亞洲冠軍球會盃冠軍，繼而順利奪得亞洲超級盃。同年亦奪得了首階段聯賽冠軍，並在總決賽擊敗同縣勁敵清水心跳，重奪總冠軍。這一年，球隊成為國內及亞洲王者。同年，名波浩在首階段聯賽結束後，轉投意大利球會威尼斯。

### 2000年代
2000年

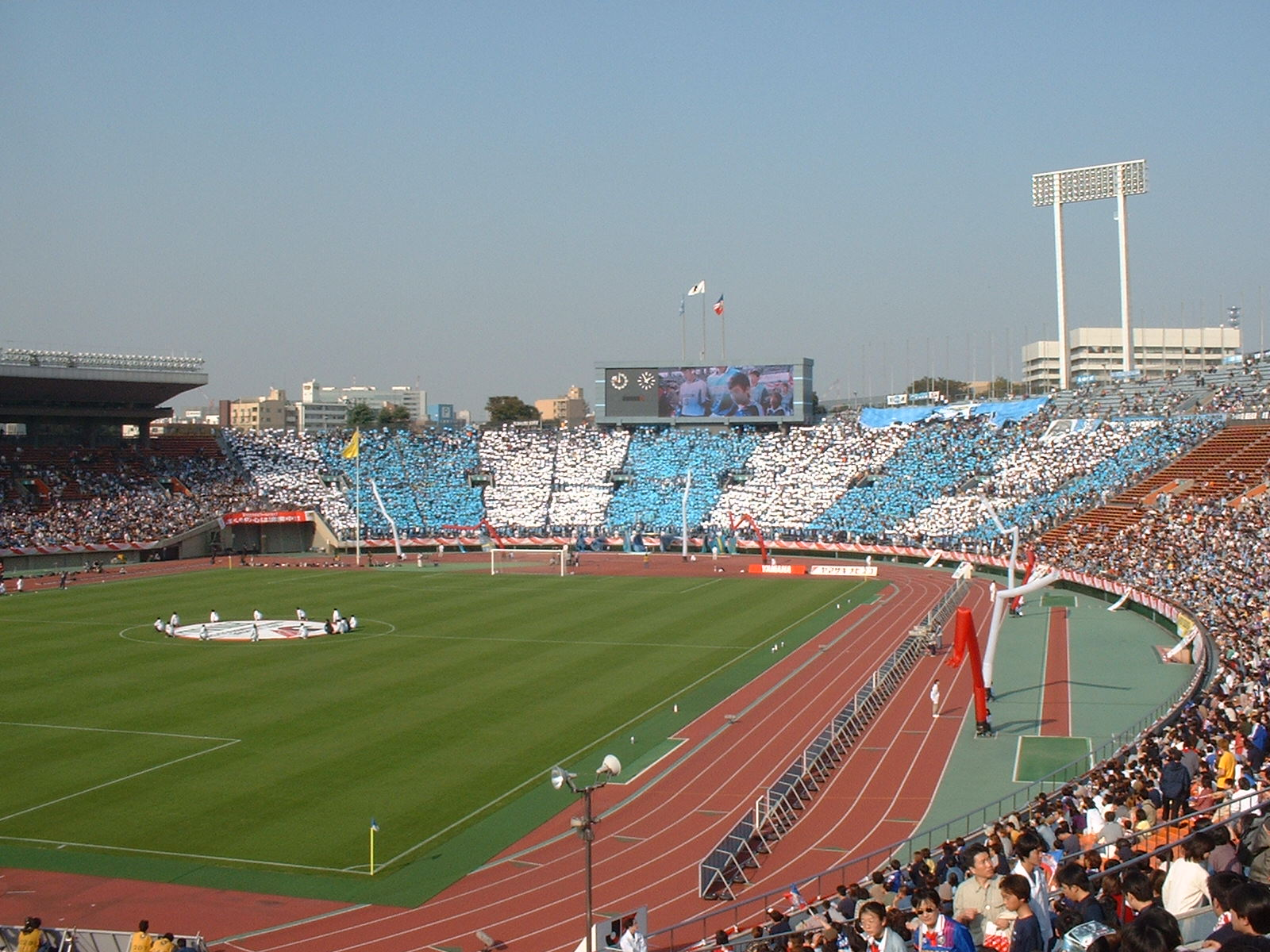
2001年日本聯賽杯決勝

磐田山葉首次奪得日本超級杯，但球隊在分心亞洲冠軍球會盃賽事下，未能在日職聯取得佳績。雖然能再次晉身亞洲冠軍球會盃決賽，但在加時賽不敵希拉爾，只能奪得亞軍。而王牌球員名波浩在9月重返球隊。
2001年
球隊重拾正軌，先奪得首階段聯賽冠軍，並分別晉身亞洲冠軍球會盃及聯賽盃決賽。可惜，球隊雖然連續三年晉身亞洲冠軍球會盃決賽，但這年仍是在加時賽戰敗，屈居水原三星藍翼之下，未能成為亞洲冠軍。在聯賽盃決賽，不敵橫濱水手未能奪冠。球隊亦只能在次階段聯賽奪得亞軍，使球隊要再次與鹿島鹿角爭奪總冠軍，最終，在總決賽次回合，戰至加時下被鹿島鹿角擊敗，屈居亞軍。
2002年
高原直泰從阿根廷球會小保加返回母會磐田喜悅，名波浩亦全面康復下，球隊越戰越勇，先後奪得首次階段聯賽冠軍，令日職聯史上，首次無須進行總決賽來決定全年總冠軍。高原直泰亦成為中山雅史之後，球隊第二位同時奪得日職聯神射手及最有價值球員。
- 2002年世界杯參賽球員
  - 日本國家足球隊：中山雅史、福西崇史、服部年宏

2003年

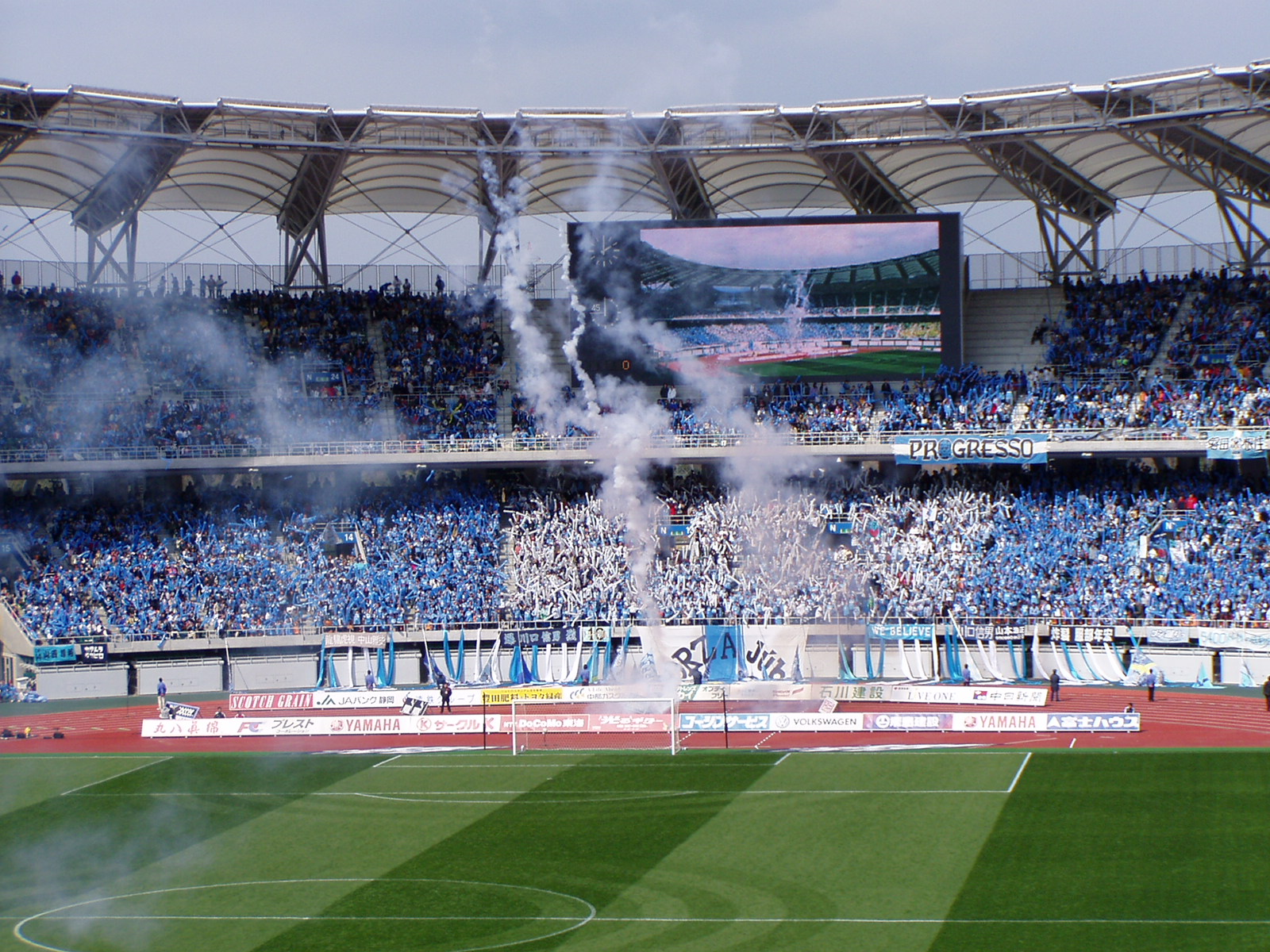
2003年開幕戰煙火

高原直泰前往德國發展，球隊並提升了青年球員成岡翔、大井健太郎、菊地直哉，可是中山雅史及名波浩受傷患困擾，球隊不得不重用2001年亞洲最佳年青球員前田遼一及河村崇大為首的一眾年青攻擊球員，可惜首階段聯賽只能屈居亞軍。季中，藤田俊哉亦前往荷蘭發展，磐田山葉未能重拾王者之風，在次階段聯賽最後一周，被同是爭奪冠軍資格及首階段聯賽冠軍的橫濱水手在最後一分鐘反勝，白白為對手送上次階段聯賽冠軍，亦造就了橫濱水手成為第二隊無須進行總決賽而奪得全年總冠軍。雖然如此，磐田山葉卻在天皇盃越戰越勇，最後擊敗大阪櫻花，首次奪得天皇盃。球隊成立10周年，終於成為其中一隊能奪取日本三大盃賽冠軍的球隊。
2004年
球隊仍要分心亞洲冠軍聯賽，使球隊只能奪得首階段亞軍。雖然再次晉身天皇盃決賽，卻不敵日乙球隊東京綠茵，屈居亞軍。這年，球隊開始步入調整期。
2005年
球隊決定大重建，重新聘請前日本奧運代表隊領隊山本昌邦回巢執教，並進行了大型收購球員行動，從千葉市原簽入村井慎二、茶野隆行兩位日本代表，把川口能活從丹麥球會洛斯查蘭特帶回來，京都不死鳥購入前南韓國腳崔龍洙。然而，球隊只能在聯賽排名第六。羅拔古倫被選為日職聯最佳新人。
2006年
球隊成績不振，季中將領隊山本昌邦辭退，改聘磐田黃金時代的巴西籍後衛艾迪遜執教，改以緊密聯防及快速反擊打法。球隊最終排名提升至第5位。
- 2006年世界杯參賽球員
  - 韓國國家足球隊：金珍圭
  - 日本國家足球隊：川口能活、福西崇史

2007年
球隊成績持續不振，將艾迪遜辭退，從教練團中提升內山篤兼任一隊及預備隊領隊，並招攬前領隊柳下正明為總教練。但球隊最終亦只成為中游球隊。
2008年
球隊再次進行重建，簽下日本代表駒野友一及前日本青年隊代表萬代宏樹力圖爭取聯賽佳績。可是，球隊表現未有因而得益，並每況越下。直到7月，從法國球會史特拉斯堡簽下前巴西青年代表隊隊長洛迪高後，才有所改善。8月，內山篤被辭退，球隊重召漢斯救亡。雖然全隊表現確有改善，但球隊仍要在升降級爭奪戰後才能護級成功。
王牌球員名波浩在年末決定引退。
2009年
球隊改以柳下正明為領隊，並從東京綠茵簽入前日本奧運足球代表隊成員那須大亮。而主力成員河村崇大及田中誠則離隊。季初成績不振，逼使球隊不得不引入南韓射手李根鎬，球隊成績得以改善。雖然聯賽只能排名第11位，但前田遼一成了球隊第三位日職聯神射手。
年末，長年效力球隊的鈴木秀人和中山雅史被通知不獲續約。

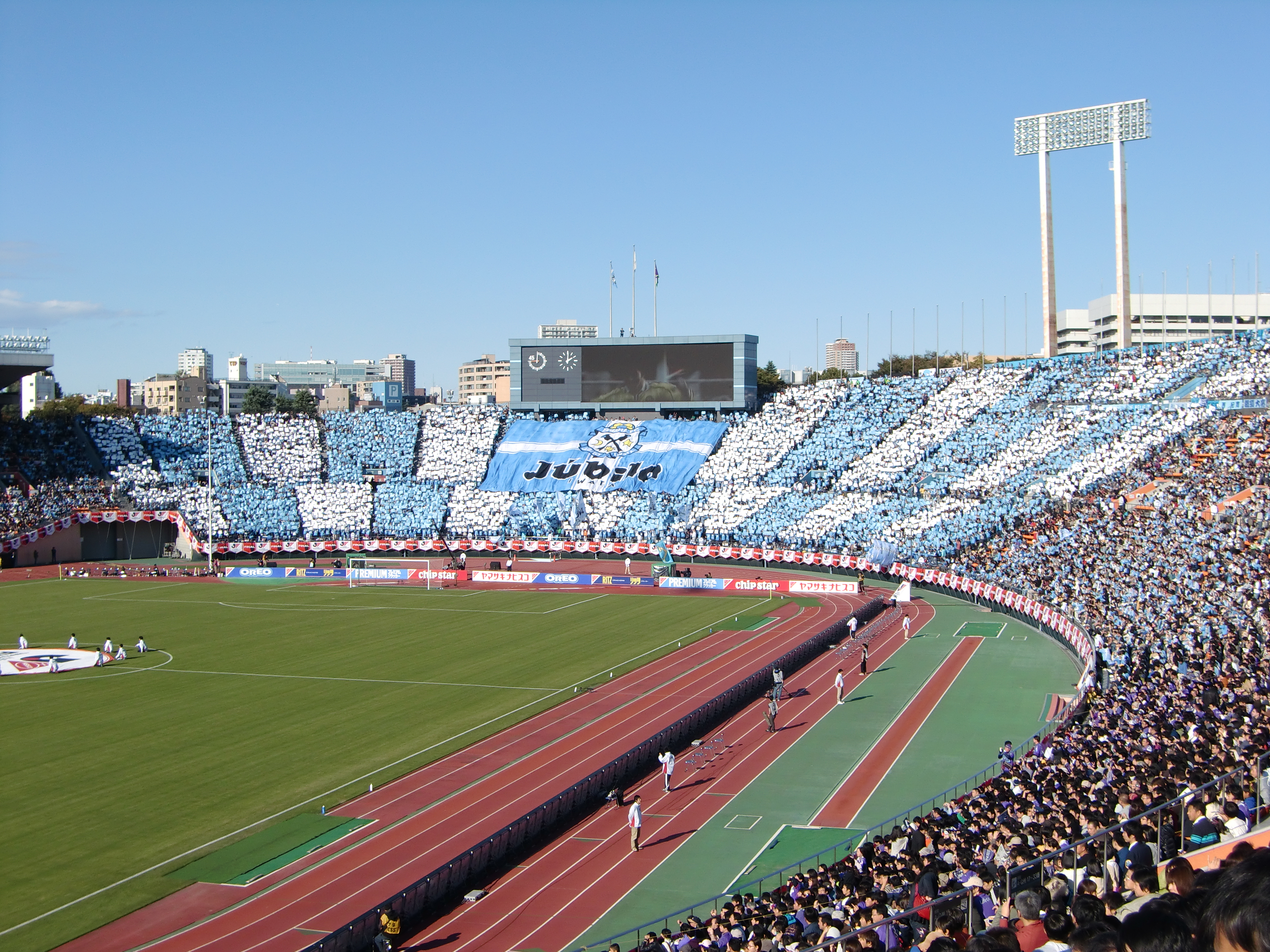
2010年日本聯賽杯決賽

### 2010年代
2010年
在球季開始前，鈴木秀人宣佈退休並轉任少年隊教練，而中山雅史決定轉到札幌岡薩多。而村井慎二和茶野隆行重返千葉市原，萬代宏機轉投鳥棲砂岩。球隊改為引入朴柱昊及李康珍，增強防守能力。時隔12年，球隊再次奪得聯賽盃冠軍，在加時賽下，以5比3擊敗廣島三箭。而前田遼一再次奪得日職聯神射手，是中山雅史後另一位能兩奪日職聯神射手球員。
- 2010年世界杯參賽球員
  - 日本國家足球隊：川口能活、駒野友一

2011年
以聯賽盃冠軍身份參加駿河銀行錦標賽挑戰南美球會盃冠軍阿根廷的獨立隊，在點球大戰下擊敗對手，奪得駿河銀行錦標賽冠軍。時隔12年，球隊再次奪得國際性賽事冠軍。
2012年
球隊起用前球員森下仁志為領隊，任命山田大記為隊長，以青年球員如宮崎智彦、菅沼駿哉、小林裕紀、山本康裕及山﨑亮平等為骨幹，配合前田遼一、駒野友一和川口能活來爭奪聯賽較高排名。可惜，季初川口能活再次受重傷，要休養6個月。球隊只能起用年青少將八田直樹，雖然八田直樹有不俗表現，但球隊防守力及專注力經常出現問題，致使球隊在下半季成績下滑，全年排名第12位。
2013年
球季展開前，黄誠秀轉會至草津溫泉、千代反田充轉投德島漩渦、荒田智之轉至岡山綠雉、韓相云返回韓國的蔚山現代、洛迪高蘇圖返回巴西效力瑙蒂科。而竹重安希彦將被外借至新潟天鵝，押谷祐樹被借到岡山綠雉，福崗黃蜂則延長岡田隆的借用期。
去季借用的球員，包括植村慶、菅沼駿哉、宮崎智彦和小林祐希已正式加盟球隊。另外，球隊從神戶勝利船簽入日本代表伊野波雅彦、從京都不死鳥借用2012倫敦奧運會韓國代表鄭又榮。而新人提昇方面，去年的青年隊球員牲川步見及關西大學的田中裕人正式加盟。
球季經過9週的賽事，只能排名第17位，領隊森下仁志辭職，由總教練長澤徹暫代領隊一職。
5月19日，暫代領隊的長澤徹退任至總教練，球隊聘請前日本奧運代表隊領隊關塚隆為球隊領隊至季尾。
經過聯賽的第10週、15週、第17週，球隊一度升至第16位，然而在第18週被浦和紅鑽擊敗後跌至第17位。最終，在第31節敗給鳥棲砂岩後，護級失敗，來季降至乙組作賽。而天皇杯方面，在第3圈不敵乙組的札幌出局。
球季結束後，領隊關塚隆監督被辭退，總經理服部健二及總教練長澤徹亦相繼辭職。
2014年
季前，球隊聘用前大分三神領隊派列高斯．查姆沙為球隊領隊，總經理一職改由京都不死鳥前領隊加藤久上任，而在2013球季結束後退役的前磐田山葉隊長服部年宏則擔任強化部長。球隊銳意在一年後重返甲組。同時間，球隊亦進行大重組，山本修斗轉投鹿島鹿角、松岡亮輔加盟山形山神、小林裕紀轉至新潟天鵝、金澤淨加入群馬草津溫泉、川口能活轉投FC岐阜、植村慶轉至日丙的福島聯FC、曹秉局及北脇里規離隊。新球員方面，從波蘭球會格但斯克萊吉亞簽入松井大輔、從巴西球會波圖基沙體育會簽入費蘭甸奴，而藤谷陽介及保保分別從大阪飛腳及神戶勝利船來投，在川崎前鋒借入曾效力球隊的森下俊，而外借期滿的岡田隆則從福岡黃蜂回巢。亦簽入曾效力從球會青年隊的小川大貴（前效力明治大學）及上村岬（前效力筑波大學）。
6月24日，從彭美拉斯借入前巴西青年代表隊成員汀加。
7月1日開始，球隊的註冊公司名字由「山葉足球會有限公司」轉為「喜悅有限公司」。隨著註冊名有所變更，在2015年球季開始，會徽亦會有所更改。
7月24日，球隊隊長山田大記轉投德國乙組聯賽的卡爾斯魯厄。
9月25日，領隊派列高斯．查姆沙被辭退，改由球隊殿堂球員名波浩帶領。

## 成績

### 年度成績
參考資料
- 粗體字為聯賽或盃賽優勝
- 以下顏色代表名冠亞季名次及英文字母代表所屬賽事

| 聯賽或盃賽冠軍 | 聯賽或盃賽準亞軍 | 聯賽或盃賽季軍 |
J：日本職業足球聯盟　J1：日本職業足球甲級聯賽　天皇盃：天皇盃　聯賽盃：日本聯賽盃
 SC：日本超級盃 ACC：亞洲冠軍球會盃　ACL：亞洲聯賽冠軍盃 ASC：亞洲超級盃
 SCS：駿河銀行錦標賽

#### 階段制
| 年度 | 所属     | 試合 | 積分 | 勝 | 負 | 和 | 得球 | 失球 | 得失球差 | 階段排名 | 年度總排名 | 聯賽盃     | 天皇盃    | 其他賽事 | 國際賽事           |
| ---- | -------- | ---- | ---- | -- | -- | -- | ---- | ---- | -------- | -------- | ---------- | ---------- | --------- | -------- | ------------------ |
| 1994 | J首階段  | 22   | -    | 9  | 13 | -  | 27   | 32   | -5       | 7位      | 8位        | 亞軍       | 第1圈出局 | -        | -                  |
| 1994 | J次階段  | 22   | -    | 11 | 11 | -  | 29   | 37   | -8       | 7位      | 8位        | 亞軍       | 第1圈出局 | -        | -                  |
| 1995 | J首階段  | 26   | 45   | 15 | 11 | -  | 48   | 40   | +8       | 5位      | 6位        | -          | 第2圈出局 | -        | -                  |
| 1995 | J次階段  | 26   | 40   | 13 | 13 | -  | 40   | 37   | +3       | 9位      | 6位        | -          | 第2圈出局 | -        | -                  |
| 1996 | J        | 30   | 62   | 20 | 10 | -  | 53   | 38   | 15       | 4位      | 4位        | 分組賽出局 | 第3圈出局 | -        | -                  |
| 1997 | J首階段  | 16   | 26   | 9  | 7  | -  | 32   | 21   | +11      | 6位      | 冠軍       | 亞軍       | 4強出局   | -        | -                  |
| 1997 | J次階段  | 16   | 40   | 14 | 2  | -  | 40   | 14   | +26      | 冠軍     | 冠軍       | 亞軍       | 4強出局   | -        | -                  |
| 1998 | J首階段  | 17   | 39   | 13 | 4  | -  | 52   | 18   | +34      | 冠軍     | 亞軍       | 冠軍       | 8強出居   | SC 亞軍  | -                  |
| 1998 | J次階段  | 17   | 39   | 13 | 4  | -  | 55   | 21   | +34      | 亞軍     | 亞軍       | 冠軍       | 8強出居   | SC 亞軍  | -                  |
| 1999 | J1首階段 | 15   | 36   | 12 | 3  | 0  | 29   | 15   | +14      | 冠軍     | 冠軍       | 8強出局    | 8強出局   | -        | ACC98-99 冠軍      |
| 1999 | J1次階段 | 15   | 15   | 5  | 9  | 1  | 23   | 27   | -2       | 12位     | 冠軍       | 8強出局    | 8強出局   | -        | ASC 冠軍           |
| 2000 | J1首階段 | 15   | 25   | 9  | 6  | 0  | 32   | 25   | +7       | 5位      | 4位        | 8強出局    | 8強出局   | SC 冠軍  | ACC99-00 亞軍      |
| 2000 | J1次階段 | 15   | 30   | 10 | 5  | 0  | 35   | 17   | +18      | 季軍     | 4位        | 8強出局    | 8強出局   | SC 冠軍  | ACC99-00 亞軍      |
| 2001 | J1首階段 | 15   | 36   | 13 | 1  | 1  | 32   | 12   | +20      | 冠軍     | 亞軍       | 亞軍       | 8強出局   | -        | ACC00-01 亞軍      |
| 2001 | J1次階段 | 15   | 35   | 13 | 2  | 0  | 31   | 14   | +17      | 亞軍     | 亞軍       | 亞軍       | 8強出局   | -        | ACC00-01 亞軍      |
| 2002 | J1首階段 | 15   | 36   | 13 | 1  | 1  | 39   | 17   | +22      | 冠軍     | 冠軍       | 8強出局    | 8強出局   | -        | -                  |
| 2002 | J1次階段 | 15   | 35   | 13 | 2  | 0  | 33   | 13   | +20      | 冠軍     | 冠軍       | 8強出局    | 8強出局   | -        | -                  |
| 2003 | J1首階段 | 15   | 31   | 9  | 2  | 4  | 34   | 17   | +17      | 亞軍     | 亞軍       | 4強出局    | 冠軍      | SC 冠軍  | -                  |
| 2003 | J1次階段 | 15   | 26   | 7  | 3  | 5  | 22   | 17   | +5       | 季軍     | 亞軍       | 4強出局    | 冠軍      | SC 冠軍  | -                  |
| 2004 | J1首階段 | 15   | 34   | 11 | 3  | 1  | 31   | 16   | +15      | 亞軍     | 5位        | 分組賽出局 | 亞軍      | SC 冠軍  | ACL2004 分組賽出局 |
| 2004 | J1次階段 | 15   | 14   | 3  | 7  | 5  | 23   | 28   | -5       | 13位     | 5位        | 分組賽出局 | 亞軍      | SC 冠軍  | ACL2004 分組賽出局 |

#### 全年制
| 年度 | 所属 | 排名 | 場數 | 積分 | 勝 | 負 | 和 | 得球 | 失球 | 得失球差 | 聯賽盃     | 天皇盃    | 其他賽事                | 國際賽事           |
| ---- | ---- | ---- | ---- | ---- | -- | -- | -- | ---- | ---- | -------- | ---------- | --------- | ----------------------- | ------------------ |
| 2005 | J1   | 6位  | 34   | 51   | 14 | 9  | 11 | 51   | 41   | +10      | 分組賽出局 | 8強出局   | -                       | ACL2005 分組賽出局 |
| 2006 | J1   | 5位  | 34   | 58   | 17 | 10 | 7  | 68   | 51   | +17      | 8強出局    | 8強出局   | -                       | -                  |
| 2007 | J1   | 9位  | 34   | 49   | 15 | 15 | 4  | 55   | 54   | +1       | 分組賽出局 | 16強出局  | -                       | -                  |
| 2008 | J1   | 16位 | 34   | 37   | 10 | 17 | 7  | 40   | 48   | -8       | 分組賽出局 | 16強出局  | 升降級爭奪戰 J1護級成功 | -                  |
| 2009 | J1   | 11位 | 34   | 41   | 11 | 15 | 8  | 50   | 60   | -10      | 分組賽出局 | 16強出局  | -                       | -                  |
| 2010 | J1   | 11位 | 34   | 44   | 11 | 12 | 11 | 38   | 49   | -11      | 冠軍       | 16強出局  | -                       | -                  |
| 2011 | J1   | 8位  | 34   | 47   | 13 | 13 | 8  | 53   | 45   | +8       | 16強出局   | 第3圈出居 | -                       | SCS 優勝           |
| 2012 | J1   | 12位 | 34   | 46   | 13 | 14 | 7  | 57   | 53   | +4       | 分組賽出局 | 16強出局  | -                       | -                  |
| 2013 | J1   | 17位 | 34   | 23   | 4  | 11 | 19 | 40   | 56   | -16      | 分組賽出局 | 第3圈出居 | -                       | -                  |
| 2014 | J2   |      |      |      |    |    |    |      |      |          | -          | 16強出局  | -                       | -                  |

### 日職聯揭幕戰成績
磐田：14場 9勝2和8負
| 年度   | 月日    | 球場 | 球場               | 主場球隊 | 賽果 | 作客球隊 | 入場人數 |
| ------ | ------- | ---- | ------------------ | -------- | ---- | -------- | -------- |
| 1994年 | 3月12日 | J    | 鹿嶋足球場         | 鹿島     | 1-0  | 磐田     | 13,990   |
| 1995年 | 3月18日 | J    | 市原臨海體育場     | 市原     | 1-0  | 磐田     | 13,637   |
| 1996年 | 3月16日 | J    | 山葉球場           | 磐田     | 3-0  | 福岡     | 13,439   |
| 1997年 | 3月12日 | J    | 山葉球場           | 磐田     | 2-1  | 廣島     | 9,545    |
| 1998年 | 3月21日 | J    | 山葉球場           | 磐田     | 2-0  | 京都     | 15,574   |
| 1999年 | 3月6日  | J1   | 山葉球場           | 磐田     | 3-1  | 神戸     | 13,349   |
| 2000年 | 3月11日 | J1   | 山葉球場           | 磐田     | 0-1  | 柏       | 14,056   |
| 2001年 | 3月10日 | J1   | 山葉球場           | 磐田     | 4-1  | 市原     | 15,246   |
| 2002年 | 3月2日  | J1   | 靜岡體育場         | 磐田     | 2-0  | 名古屋   | 29,763   |
| 2003年 | 3月21日 | J1   | 靜岡體育場         | 磐田     | 2-4  | 横浜FM   | 32,930   |
| 2004年 | 3月13日 | J1   | 山葉球場           | 磐田     | 2-0  | 東京V    | 15,088   |
| 2005年 | 3月5日  | J1   | 日産體育場         | 横浜FM   | 0-1  | 磐田     | 41,868   |
| 2006年 | 3月5日  | J1   | 靜岡體育場         | 磐田     | 1-1  | 福岡     | 28,564   |
| 2007年 | 3月4日  | J1   | 日立柏足球場       | 柏       | 4-0  | 磐田     | 10,960   |
| 2008年 | 3月9日  | J1   | 日立柏足球場       | 柏       | 2-0  | 磐田     | 11,210   |
| 2009年 | 3月7日  | J1   | 山葉球場           | 磐田     | 2-6  | 山形     | 12,141   |
| 2010年 | 3月6日  | J1   | 山葉球場           | 磐田     | 0-1  | 仙台     | 10,440   |
| 2011年 | 3月5日  | J1   | 山梨中央銀行體育場 | 甲府     | 0-1  | 磐田     | 15,040   |
| 2012年 | 3月10日 | J1   | 札幌巨蛋           | 札幌     | 0-0  | 磐田     | 25,353   |
| 2013年 | 3月2日  | J1   | 豐田球場           | 名古屋   | 1-1  | 磐田     | 21,748   |
| 2014年 | 3月2日  | J2   | 山葉球場           | 磐田     | 0-1  | 札幌     | 11,730   |

## 球會獎項

### 國内賽事錦標
- 日本職業足球甲級聯賽
  - 年度總冠軍：3次
    - 1997年, 1999年, 2002年

  - 首階段冠軍：4次
    - 1998年, 1999年, 2001年, 2002年

  - 次階段冠軍：2次
    - 1997年, 2002年
- 日本足球聯賽：1次
  - 1988年
- 日本足球聯賽（第二級）：1次
  - 1992年
- 天皇杯：1次
  - 2003年
- 聯賽杯：2次
  - 1998年, 2010年
- 超級盃：3次
  - 2000年, 2003年, 2004年

### 國際賽事錦標
- 亞洲冠軍球會盃：1次
  - 1999年
- 亞洲超級盃：1次
  - 1999年
- 駿河銀行錦標賽：1回
  - 2011年

### 球員獎項
亞洲最佳年青球員
- 2000年: 前田遼一

日職聯年度最有價值球員
- 1997年: 鄧加
- 1998年: 中山雅史
- 2001年: 藤田俊哉
- 2002年: 高原直泰

日職聯年度最佳11人
- 1996年: 名波浩
- 1997年: 大神友明、鄧加、名波浩、中山雅史
- 1998年: 田中誠、奥大介、鄧加、名波浩、藤田俊哉、中山雅史
- 1999年: 福西崇史
- 2000年: 中山雅史
- 2001年: 雲森、大岩剛、服部年宏、福西崇史、藤田俊哉
- 2002年: 鈴木秀人、田中誠、名波浩、福西崇史、藤田俊哉、高原直泰、中山雅史
- 2003年: 福西崇史
- 2006年: 川口能活
- 2009年: 前田遼一
- 2010年: 前田遼一
- 2012年: 駒野友一

日職聯神射手
- 1998年: 中山雅史
- 2000年: 中山雅史
- 2002年: 高原直泰
- 2009年: 前田遼一
- 2010年: 前田遼一

日職聯最佳新人
- 2005年: 羅拔古倫

日職聯公平競技獎
- フェアプレー賞/高円宮杯：1回
  - 2009
- 2008年: 川口能活

聯賽盃
- 1996年: 名波浩 - 聯賽盃最佳年青球員
- 1998年: 川口信男 - 最有價值球員、高原直泰 - 聯賽盃最佳年青球員
- 2010年: 前田遼一 - 最有價值球員

## 球隊資料

### 德比戰

#### 國家德比
對鹿島鹿角
- 在90年代中後期，國內賽事（包括聯賽及聯賽杯）多由磐田山葉和鹿島鹿角這兩次勁旅爭奪，因而形成「國家德比」的「王者爭奪戰」。
  - 其他被稱為國家德比的還有：川崎綠茵對橫濱水手、浦和紅鑽對大阪飛腳。隨著2013年，川崎綠茵（即東京綠茵）及大阪飛腳需要在乙組作賽，現時國家德比只有磐田山葉對鹿島鹿角。

#### 東海德比
由磐田山葉或清水心跳 對 名古屋鯨魚或FC岐阜
- 由於這四支球隊同是位於日本的東海地區，所以對壘時會被傳媒統稱為「東海德比」。但磐田山葉對清水心跳只會被稱作「靜岡縣德比」。

#### 靜岡縣德比
對清水心跳
- 在日職聯成立之前，來自靜冈縣的磐田山葉的前身「山葉足球俱樂部」和清水心跳一同申請加入日職聯，最終只得清水心跳能成為創始球會。磐田山葉只能在第二屆賽事開始前加入日職聯。宿敵關係亦由此而起。
  - 由於賽事氣氛濃厚，吸引大批縣民入場觀看，因此雙方作賽時，多安排在靜岡體育場上演。
  - 在1999年，聯賽總冠軍首次、亦是唯一一次由靜冈縣的磐田山葉和清水心跳爭奪。在主客制的情況下，雙方總比分3比3和局，而需要以點球大戰決定勝負。最終，磐田山葉在清水心跳的主場日本平足球場勝出賽事，奪得當年的聯賽冠軍。

### 球會口號
| 年度 | 口號                           | 意思                                                                         |
| 2007 | VAMOS CONTIGO                  |                                                                              |
| 2008 | Hungrrrrry!                    | r字的數目代表當時已有5年未有奪得任何錦標，意思是球會渴望爭取錦標。           |
| 2009 | SPEEDY ACTION 2009             | 去年球會差點要降至乙組作賽，這年的口號是要球隊加快步伐，追上前列球隊的意思。 |
| 2010 | EVOLUTION 2010                 | 球會不單止下定決心要追上前列球隊，這年的口號是提醒球隊是時候要「進化」。     |
| 2011 | ROAD TO CHAMPION 2011          | 球隊於去年解決錦標荒，球會口號定為「步向冠軍」，矢志重奪失落多年的聯賽冠軍。 |
| 2012 | 原点開起 ROAD TO CHAMPION 2012 | 球會目標不變，「原点開起」的意思是球隊正從起點開始「步向冠軍」。             |
| 2013 | 原点開起 ROAD TO CHAMPION 2013 | 球會目標不變。                                                               |
| 2013 | 勝!!!                          | 目標一年後重返甲組                                                           |

### 球隊吉祥物
球隊吉祥物沿自静岡縣縣鳥三光鳥。
喜悅君（ジュビロくん）
1993年11月16日，在磐田市誕生。身高182厘米、體重78公斤。在球隊晉身日職聯時，成為球隊吉祥物。他是一個勤奮而富有開拓精神的人，這正好代表隊球的足球態度和吸引力：行動迅捷和動作細膩。
小喜悅（ジュビィちゃん）
2003年3月21日，在浜松市出身。身高163厘米、體重52公斤。在球隊晉身日職聯10周年時誕生，並與喜悅君結婚。她個性鮮明、積極並充滿好奇心。與此同時，她是個對愛情和浪漫充滿著幻想的少女。所以，她熱愛周圍美好的環境。除此之外，她是一個注意運動的美艷少女。

## 現役職、球員名單

### 職員名單
| 職位             | 姓名             | 效力年間 | 前效力球會及職位        | 備註                         |
| ---------------- | ---------------- | -------- | ----------------------- | ---------------------------- |
| 會長             | 髙比良慶朗       | 2013年-  | 山葉足球會有限公司 顧問 |                              |
| 領隊             | 名波浩           | 2014年-  | 磐田山葉 球隊大使       |                              |
| 總教練           | -                | -        | -                       |                              |
| 教練             | 小林稔           | 2012年-  | FC東京 U-15教練         |                              |
| 教練             | 鈴木秀人         | 1993年-  | 磐田山葉青年隊教練      | 現役引退後轉任少年隊教練至今 |
| 守門員教練       | 逸加             | 2014年-  | 杭州綠城 守門員教練     |                              |
| 體能教練         | 卡羅斯・蘇利安奴 | 2014年-  | XV迪瓦奧 體能教練       |                              |
| 技術指導員       | 志垣良           | 2014年-  | 鳥取飛翔 教練           |                              |
| 首席體能訓練員   | 佐佐木達也       | -        | -                       |                              |
| 體能訓練員       | 細井聰           | -        | -                       |                              |
| 體能訓練員       | 鈴木茂久         | -        | -                       |                              |
| 青年隊領隊       | 大木武           | 2014年-  | 京都不死鳥 領隊         |                              |
| 青年隊教練       | 池崎諭           | 2014年-  | 磐田山葉 少年隊教練     |                              |
| 青年隊守門員教練 | 森下申一         | 2014年-  | 磐田山葉 守門員教練     |                              |
| 少年隊領隊       | 世登泰二         | 2014年-  | -                       |                              |
| 少年隊教練       | 篠崎秀陽         | 2014年-  | -                       |                              |
| 少年隊教練       | 矢野克志         | 2014年-  | -                       |                              |
| 少年隊守門員教練 | 安藤信也         | 2013年-  | -                       | 神戶勝利船球員               |
| 球隊大使         | 藤田俊哉         | -        | 現役引退後轉任          | 球員時代為磐田山葉皇牌球員   |

### 球員名單
註釋：國旗表示球員在國際足聯資格規則定義的國家隊。球員可能擁有一個以上非國際足聯國籍。
| 號碼 |        | 位置 | 球員          |
| ---- | ------ | ---- | ------------- |
| 1    | 日本   | 门将 | 川島永嗣      |
| 13   | 日本   | 门将 | 阿部航斗      |
| 21   | 日本   | 门将 | 三浦龍輝      |
| 28   | 日本   | 门将 | 西澤翼        |
| 2    | 日本   | 后卫 | 川﨑一輝      |
| 3    | 日本   | 后卫 | 森岡陸        |
| 4    | 日本   | 后卫 | 松原后        |
| 22   | 日本   | 后卫 | 上夷克典      |
| 26   | 日本   | 后卫 | 西久保駿介    |
| 32   | 以色列 | 后卫 | Hasan Hilu    |
| 36   | 巴西   | 后卫 | Ricardo Graça |
| 38   | 日本   | 后卫 | 川口尚紀      |
| 67   | 日本   | 后卫 | 吉村瑠晟      |
| 6    | 日本   | 中场 | 金子大毅      |
| 7    | 日本   | 中场 | 上原力也      |

| 號碼 |          | 位置 | 球員            |
| ---- | -------- | ---- | --------------- |
| 8    | 日本     | 中场 | 為田大貴        |
| 14   | 日本     | 中场 | 松本昌也        |
| 16   | 巴西     | 中场 | Léo Gomes       |
| 23   | 比利时   | 中场 | Jordy Croux     |
| 25   | 日本     | 中场 | 中村駿          |
| 33   | 日本     | 中场 | 川合徳孟        |
| 35   | 大韩民国 | 中场 | 朴勢己          |
| 39   | 日本     | 中场 | 角昂志郎        |
| 48   | 日本     | 中场 | 相田勇樹        |
| 50   | 日本     | 中场 | 植村洋斗        |
| 71   | 日本     | 中场 | 倍井謙          |
| 77   | 日本     | 中场 | 藤原健介        |
| 9    | 日本     | 前锋 | 渡邉りょう      |
| 11   | 巴西     | 前锋 | Matheus Peixoto |
| 20   | 日本     | 前锋 | 佐藤凌我        |

## 著名前球员
- 邓加
- Adílson Batista（英语：Adílson Batista）
- Alessandro Cambalhota（英语：Alessandro Cambalhota）
- 杰伊·博思罗伊德
- 阿夫拉姆·帕帕多普洛斯
- 薩爾瓦托雷·斯基拉奇
- 雲拿保
- Roberto Torres（英语：Roberto Torres (footballer)）
- 季米特里·拉德琴科
- 亚历山大·日夫科维奇

## 外部連結
- 官方網站
- 球隊歷史

| 前任： 浦項製鐵 | 亞洲球會錦標賽 1998-99 | 繼任： 希拉爾 |